# Miguel Ángel Gimeno Jubero
Miguel Ángel Gimeno Jubero (Binéfar, 4 de octubre de 1950) es un juez ubicado en el sector progresista, presidente del Tribunal Superior de Justicia de Cataluña desde 2010 hasta 2015. El 26 de julio de 2016 aceptó ocupar la dirección de la Oficina Antifraude de Cataluña.

## Biografía
Gimeno nació el 4 de octubre de 1950 en Binéfar (Aragón). Estudió Derecho en la Universidad de Lérida y en la de Autónoma de Barcelona, y ejerció como abogado laboralista, ingresando a la carrera judicial en 1987. 

### Juez
Su primer destino fue el Juzgado núm. 3 de Hospitalet de Llobregat. En 1993 ingresó en la Audiencia Provincial de Barcelona y poco después aconteció el presidente de la sección sexta.
En octubre de 2010 fue elegido presidente del Tribunal Superior de Justicia de Cataluña (TSJC), en sustitución de María Eugenia Alegret. De los veintiún miembros del Consejo General del Poder Judicial (CGPJ), trece votaron a Gimeno, siete en Alegret y uno en blanco. El tercer candidato, Joaquín Bayo Delgado, no consiguió ningún sufragio.
Gimeno es miembro de la asociación Juezas y jueces para la Democracia, de la que ejerció durante un tiempo como portavoz.
El 6 de junio de 2013, en declaraciones a TV3, se mostró contrario a sancionar a los padres de menores con intoxicaciones etílicas reiteradas, pero en cambio no descartó la posibilidad de que se les pudiera llegar a retirar la guarda.
El 26 de julio de 2016 aceptó ocupar la dirección de la Oficina Antifraude de Cataluña, en sustitución de Daniel de Alfonso, cesado a raíz del caso Fernández Díaz.